# Fengtang, Guangdong
Fengtang (kinesiska: 凤塘) är en köping i sydöstra Kina. Den ligger i stadsdistriktet Chao'an i staden Chaozhou i provinsen Guangdong, omkring 340 kilometer öster om provinshuvudstaden Guangzhou. Antalet invånare är 93 148. Befolkningen består av 43 916 kvinnor och 49 232 män. Barn under 15 år utgör 17,0 %, vuxna 15-64 år 75 %, och äldre över 65 år 7,0 %.